# 형 (1991년 드라마)
《형》은 KBS 2TV에서 1991년 11월 11일부터 1992년 12월 29일까지 방영되었던 월화드라마이다.

## 소개
헌신적인 맏형을 중심으로 삼남매의 인생역정을 그린 드라마이다. 크게 3부작으로 나뉘어 방송되었는데, 제1부는 50년대의 전쟁통을 겪는 어린 세 남매의 고난과 슬픔의 삶을 그렸고, 제2부는 60년대 후반부터 70년대 청년시절 그렸고, 제3부는 80년대부터 현재까지 중년 및 노년 시대를 그려냈다.
한편, 이 작품은 KBS 1TV 일일극 서울 뚝배기의 주요 출연진을 대부분 그대로 기용하여 극의 선도가 떨어졌다는 지적이 있었으며, 여러 차례의 은어-비속어 남발로 비난을 받았다. 아울러, 부잣집 딸과 결혼한 유부남이 혼전관계를 맺었던 여자가 딸을 낳아서 데리고 오자 두집살림하는 내용을 실어 방송위원회로부터 '주의' 조치를 받았다.

## 등장 인물
- 양동근 : 어린 김동훈 역
- 김선우 : 어린 김동식 역
- 심정완 : 어린 최용각 역
- 주현 : 성인 김동훈 역
- 하미혜
- 이병철 : 성인 최용각 역
- 김영철 : 성인 김동식 역
- 김현주 : 김동희 역
- 오지명 : 거지 왕초 최판석 역
- 양미경
- 이덕희 : 큰년이(박길녀) 역
- 강태기 : 최세봉 역
- 김인문 : 김동희 양부 역
- 남윤정 : 김동희 양모 역
- 윤유선 : 정동숙 역
- 박칠용
- 정재순
- 정진강
- 이원종
- 고희준
- 손현주 : 머슴 낙철 역
- 송경철 : 빡새 역
- 오기환
- 김기일 : 남동마을 깁부 최 부자 최용각 부친 역
- 곽경환
- 김애경 : 남동마을 정 부자 정실부인 최용각 모친 역
- 권기선 : 남동마을 정 부자 첩실부인 역
- 장학수
- 윤성국
- 문혁 : 재범 역
- 정승호 : 망치 역
- 이경영
- 서영진
- 박주아
- 이정웅
- 윤영주 : 도순 역
- 이혜정
- 전원주
- 하대경
- 이한위
- 안영주
- 신종섭
- 김형일
- 맹호림
- 김동우
- 황범식
- 정종준
- 김하균
- 김경하
- 신신애
- 이항수
- 양영준
- 전병욱
- 곽정희
- 기정수
- 노현희
- 한정국
- 김기복
- 이배국
- 안형식
- 서상익
- 김덕현
- 유순철